# 世界台灣同鄉會聯合會
世界台灣同鄉會聯合會（World Federation of Taiwanese Associations，WFTA）又稱世界台灣同鄉會，簡稱世台會。是由美国、加拿大、欧洲、日本、澳大利亚、新西兰和中南美洲的台湾同鄉会组成的联盟。该协会每年召開会议。
1974年9月7日，世界台灣同鄉會聯合會在奥地利维也纳正式成立。首任會長由郭榮桔出任。:62
1981年，世台會首次在南美洲舉辦年會，舉辦地點位於巴西聖保羅市。:285當地臺灣移民參加人數約一千七百人，國民黨政府駐巴西辦事處人員在大會開始前，便向巴西官方指稱此次會議與共產黨、暴力有關，使得聖保羅市地方法院下令禁止世台會的召開。後經過「世台會」人員之外交連繫以及透過與巴西最高法院之交涉，才推翻地方法院的禁令，讓世台會年會得以順利完成。:285
1988年8月，世台會成功返台舉辦。第一次在臺北縣新店燕子湖舉辦第15屆年會。不少海外「黑名單」紛紛返臺。如羅益世、張丁蘭、毛清芬、葉明霞紛紛「翻牆」回台。世台會會長李憲榮無法入境，由秘書長羅益世代表致詞。
1989年8月11日，世台會於高雄市舉行第16屆年會。海外黑名單李憲榮、副會長蔡銘祿、秘書長羅益世與臺獨聯盟中委蔡正隆闖關回台，在高雄市參加黑名單返鄉大遊行。
中華民國總統陈水扁曾在世界台灣同鄉會聯合會第29届年会上致开幕词。2018年4月6日，喜樂島聯盟呼吁台湾民眾就台湾独立进行公投时，世界台灣同鄉會聯合會的欧洲分会表態支持喜樂島聯盟的提議。
2020年5月20日，世界台灣同鄉會聯合會在华盛顿时报上刊登广告，祝贺蔡英文連任中華民國总统，並呼吁美国外交上承认台湾。2020年4月15日，包括世界台灣同鄉會聯合會在內的46个台湾社团发表联合声明，敦促中華民國政府將“Republic of China”從中華民國護照的英文部分中删除。